# Studeria
Studeria is een geslacht van zee-egels uit de familie Neolampadidae.

## Soorten
- Studeria elegans (Laube, 1869) †
- Studeria recens (A. Agassiz, 1869)
- Studeria rositae Sánchez Roig, 1953 †